# Église Saints-Martin-et-Adèle d'Orp-le-Grand
L'église Saints-Martin-et-Adèle est une église romane située à Orp-le-Grand, section de la commune d'Orp-Jauche en Brabant wallon (Belgique).
L'église est surtout réputée pour la remarquable décoration des parois de la nef.

## Historique
On distingue deux phases dans la construction de l'église Saints-Martin-et-Adèle d'Orp-le-Grand : la crypte, le chœur et le transept ont été édifiés durant la seconde moitié du XIe siècle alors que la nef et l'avant-corps datent environ de l'an 1100.
L'église fait l'objet d'un classement comme monument historique depuis le 27 septembre 1937.

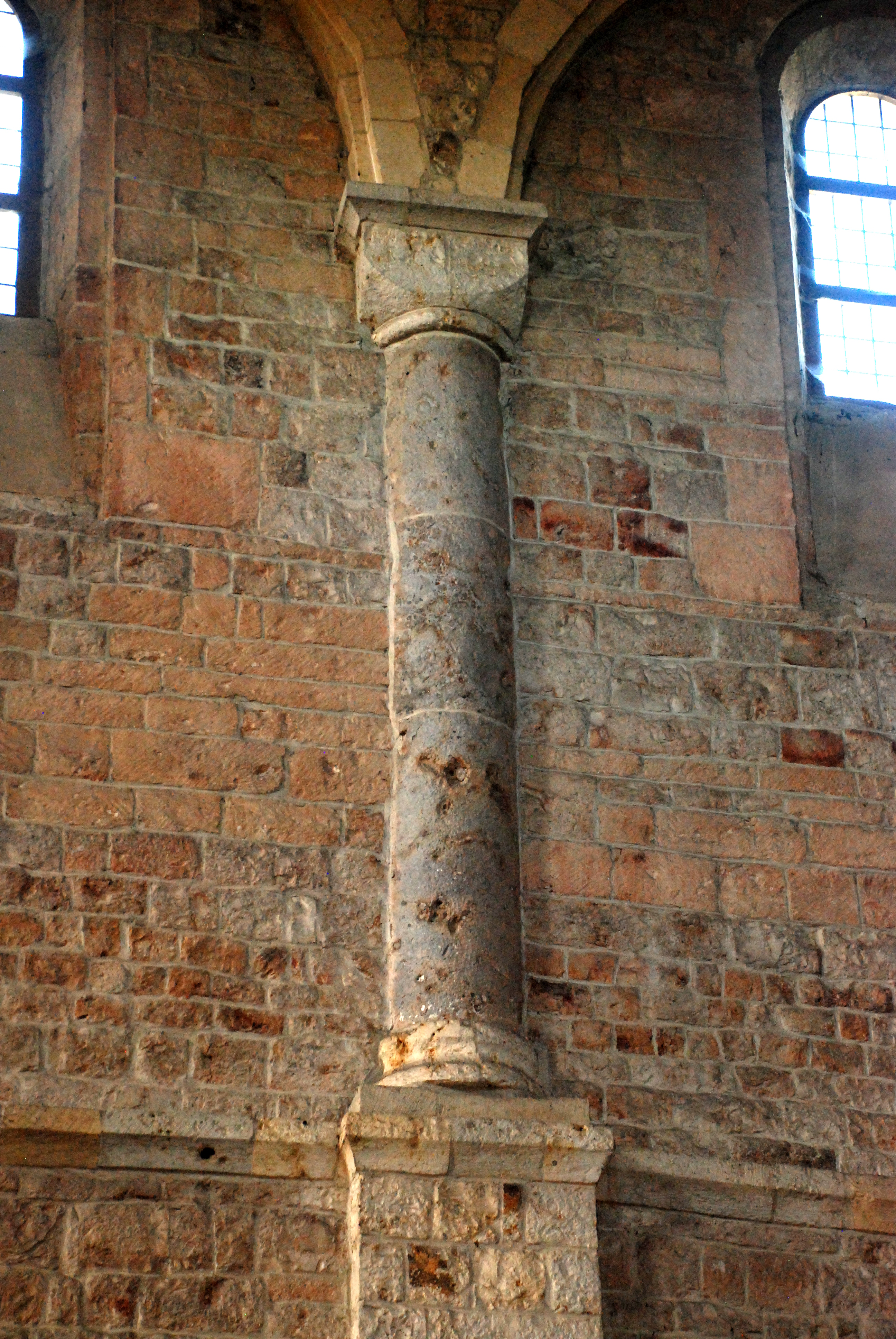
Colonne engagée à chapiteau cubique décorant les parois de la nef.

## Architecture extérieure

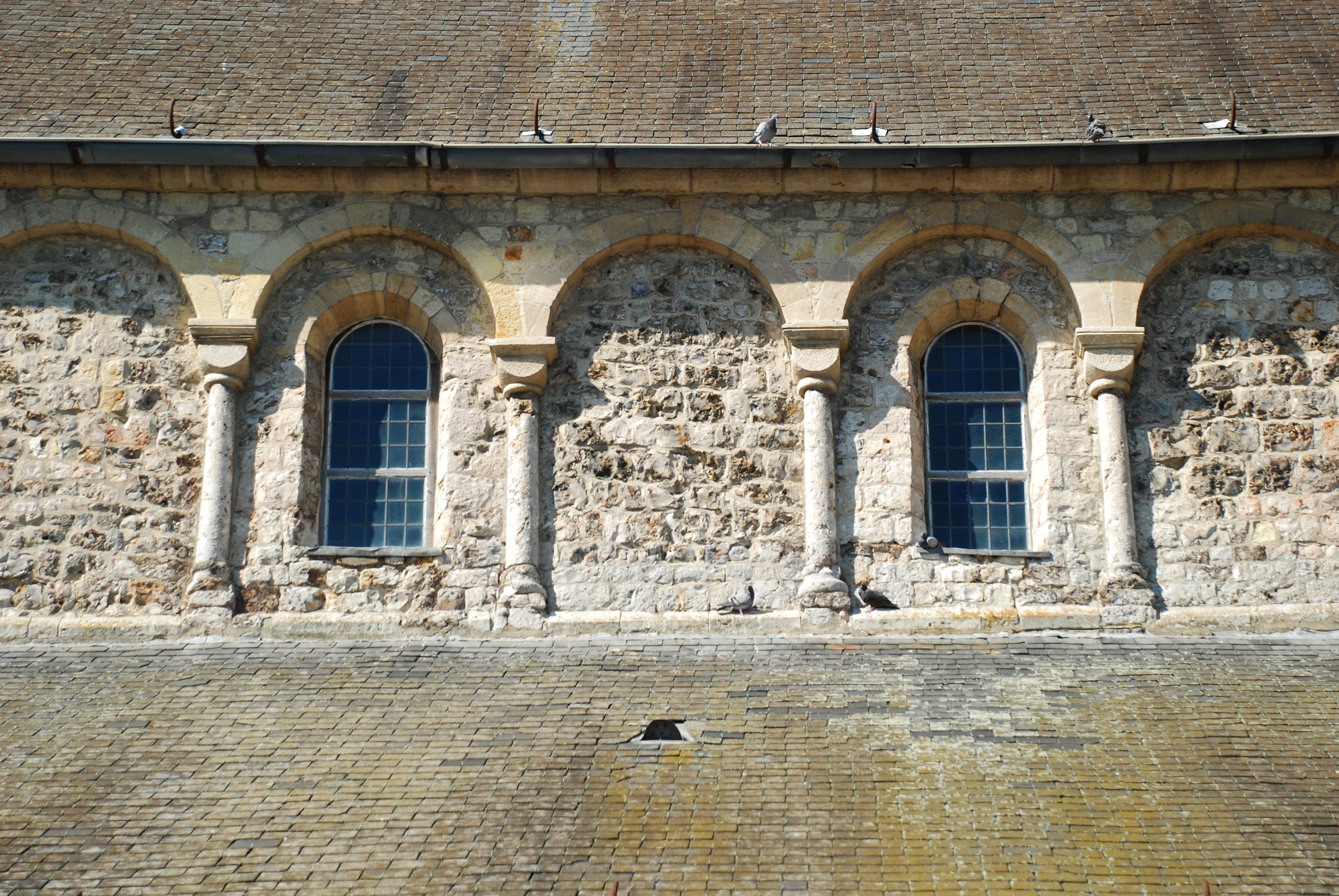
Les arcades de la façade méridionale.

## Architecture intérieure

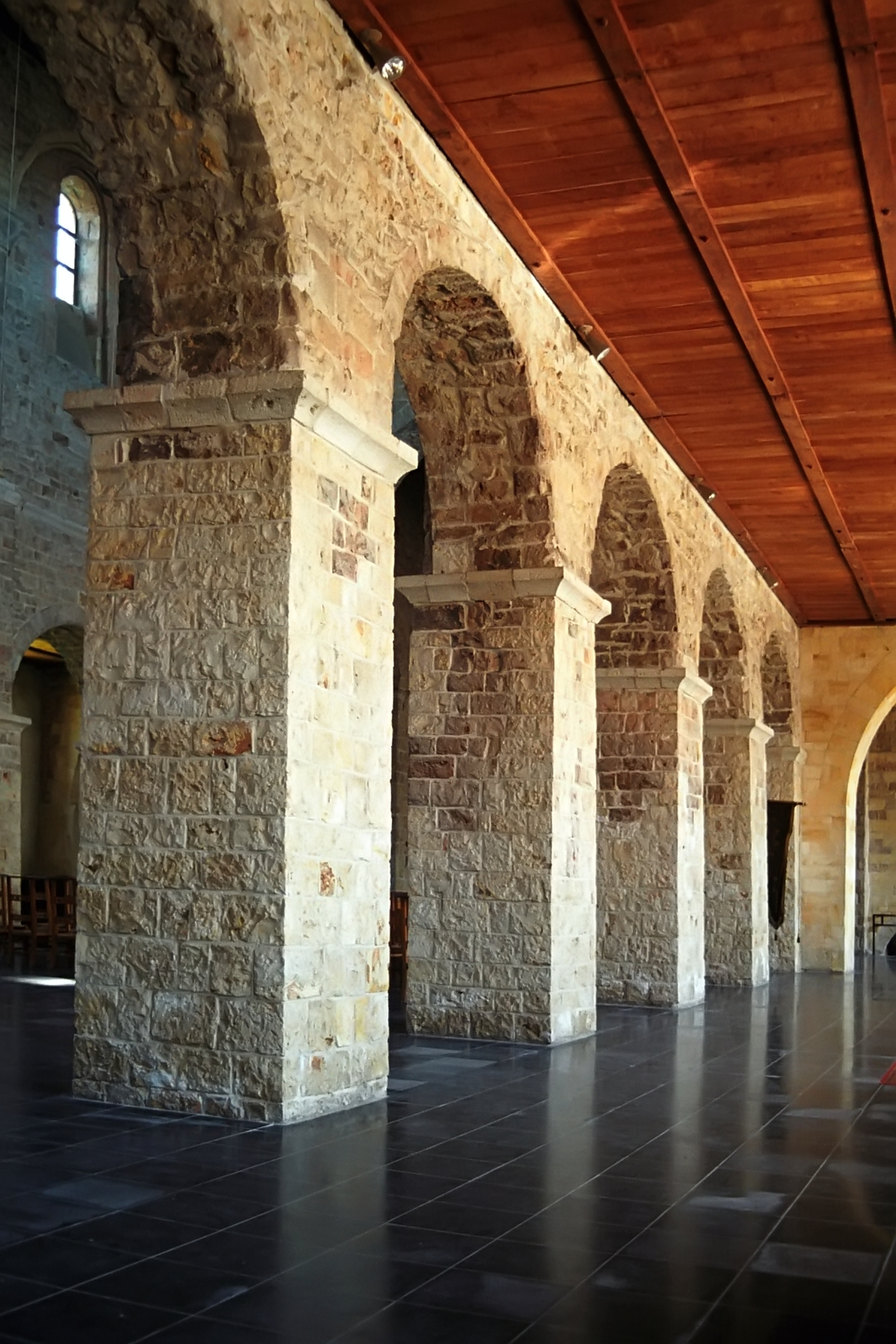
Le collatéral droit.